# Zlata lisica
Zlata lisica je bilo tradicionalno mednarodno smučarsko tekmovanje za svetovni pokal za ženske, ki so ga leta 1964 ustanovili trije smučarski zanesenjaki Dušan Senčar, Marjan Kožuh in Franci Čop. Zadnja izvedba je potekala leta 2024 v Kranjski Gori ob 60-letnici tekmovanja.
Prve tri so dolga leta dobile okrog vratu lisičje kožuhe, 1995 kožuhe zamenjujejo zlate broške iz rumenega, belega in rdečega zlata, z dragimi kamni. Ime najboljše v kombinaciji je vgravirano tudi na velik kristalni prehodni pokal pohorskega pokala za Zlato lisico. V prvih letih sta bili dvakrat prirejeni le dve slalomski tekmi, nekajkrat je poleg slaloma in veleslaloma potekala še dodatna tekma, kot nadomestilo odpadle tekme iz drugega prizorišča, večkrat pa je tudi prirediteljem uspelo izpeljati le eno izmed tekem.
Običajno sta dve tekmi (slalom in veleslalom), seštevek časov obeh pa šteje za Zlato lisico. Vodja tekmovanja je bil od leta 2016 Mitja Dragšič, ko je zamenjal dolgoletnega vodjo Gorazda Bedrača. Najuspešnejša smučarka je Vreni Schneider s sedmimi skupnimi in osmimi posamičnimi zmagami.

## Zgodovina

### 1964: Prva izvedba Zlate lisice
Leta 1964 je bila na mariborskem Pohorju organizirano prvo tekmovanje (FIS 1A) za Zlato lisico, takrat še na stari izjemno strmi zgornji progi, na stari FIS-ki pod hotelom Bellvue in pod vrhom postaje gondole. Prvo lisička je postala francozinja Marielle Goitschel, ki je zmagala tudi oba slaloma, eden je bil nadomeščen namesto prvotno predvidenega veleslaloma. Na drugem tekmi je bilo 5.000 ljudi.

### 1970: Prvič za svetovni pokal in prva zmaga za Moser-Pröll
Leta 1970 je Maribor gostil sploh prvo tekmovanje za svetovni pokal za ženske v Jugoslaviji. Proga je bila povsem poledenela, saj so jo utrdili z 400 kilogrami umetnega gnojila iz ruške kemične tovarne. Celo tako ledena, da je Senčar na ogledu z smučmi padel in bil cel potolčen. Na sobotnem veleslalomu je svojo sploh prvo zmago za svetovni pokal dosegla do tedaj povsem neznana Annemarie Pröll. V nedeljo na slalomu pa je zmagala američanka Barbara Ann Cochran, ki je na koncu postala tudi Zlata lisiča.

### 1972: Prvič v zgodovini ženski VSL v dveh tekih
Leta 1972 je bil v prav Mariboru, sploh prvič v zgodovini ženskega alpskega smučanja, veleslalom izpeljan v dveh vožnjah. Pred 10.000 gledalci pod Bellevuejem je dobila Francozinja Françoise Macchi.

### 1978: Z rojstvom Snežnega štadiona prvič tekma v dolini
Leta 1978 je bila ob jubilejni 15. Zlati lisici na sporedu samo ena, slalomska tekma, z izgradnjo Snežnega štadiona, premierno organizirana povsem v dolino, lahko dostopna vsem obiskovalcem, v neposrednji bližini Maribora. Zmagala je Hanni Wenzel, ki je tako postala tudi Zlata lisička.
Med 1979 in 1982 je bilo tekmovanje zaradi pomanjkanja snega, namesto na Snežnem štadionu, štirikrat zapored spet izpeljano na stari FIS(ki).

### 1988: V Kranjski Gori dvojna zmaga in lisička Svetovi
Leta 1988 niso imeli sreče z vremenom. Ob jubilejni 25. Zlati lisici v Mariboru ni bilo niti centimetra snega in previsoke temperature, zato je pet dni pred tekmovanjem padla odločitev za že četrto selitev, drugič v Kranjsko Goro, kjer je bilo 10 cm snega. Potem pa naslednji šok, 36 ur nepretrganega dežja v Kranjski Gori, kjer je bila dan pred tekmo v cilju poplava, zjutraj pred tekmo pa je na srečo začelo snežiti. Mateja Svet je dosegla dvojno zmago, na sobotnem meglenem veleslalomu v snežnem metežu in sončnem nedeljskem slalomu in s tem tudi prvič postala zlata lisička.

### 1994: V treh dneh rekordnih 45.000 gledalcev
Leta 1994 je tekmovanje v Mariboru v treh dneh obiskalo rekordnih 45.000 obiskovalcev (vsak dan 15.000), sobotno nadomestno slalomsko tekmo, ki jo je dobila Urška Hrovat. Na petkovem veleslalomu, ki je skupaj z nedeljskim slalomom štel za zlato lisico, je zadnjič v karieri zmagala nesrečna avstrijka Ulrike Maier, ki je teden dni kasneje izgubila življenje na smuku v Garmischu. Zlatim lisičkam so še zadnjič so podelili lisičje krzno.

### 1995: Cilj na Trikotni jasi, tekma prvič v zgodovini v 2 dneh
Leta 1995 je bil cilj zaradi pomanjkanja snega in slabih vremenskih razmer, edinkrat doslej na Trikotni jasi (običajno start slaloma). Odločitev za to je padla tik pred zdajci, dva ni pred tekmo, kar je poželo veliko začudenja tudi pri FISi. Vreni Schneider je še zadnjič zmagala na posamični tekmi tega tekmovanja (8x) in še zadnjič postala Zlata lisička (7x), oboje rekord, ki še ni bil presežen. Nedeljski slalom so po prvi vožnji, ki so jo v celoti izpeljali, zaradi dežja prekinili, drugi tek pa so izpeljali naslednji dan (ponedeljek). Prvič v zgodovini je bila ena tekma izpeljana v dveh dneh. Ta Zlata lisica je znana tudi po tem da za najboljše tri niso več delili lisičjih krzen, temveč zlato, srebrno in bronasto broško v obliki lisičke.

### 1999: Prvi in edini superveleslalom doslej v Sloveniji
Leta 1999 bi morala na novega leta dan potekati tudi tekma v superveleslalomu, a so jo zaradi slabega vremena prestavili na naslednji dan in ni štela za Zlato lisico. To je bil edinkrat doslej izpeljana tekma svetovnega v hitrih disciplinah v Sloveniji. Še isti dan je kasneje potekala tudi tekma v veleslalomu, na katerem je v svetovnem pokalu debitirala Tina Maze.

### 2013: Rekorden enodnevni obisk in triumf Mazejeve
Leta 2013 se je v Mariboru v dveh dneh zbralo preko 40.000 ljudi, s tem da so na sobotnem veleslalomu na katerem je zmagala Lindsey Vonn in malce pokvarila veselje domačih navijačev (Mazejeva je bila druga), je padel enodnevni rekord, ko je tekmo uradno obiskalo 21.573 ljudi. Naslednji dan je pred več kot 18.000 ljudmi na slalomu zmagala domača junakinja Tina Maze in postala tudi Zlata lisička.

## Prestavitve in odpovedi
Zaradi težav vremenom in s pripravo proge je bilo tekmovanje že 14x prestavljeno; dvanajstkrat je potekalo v Kranjski Gori (1976, 1988, 1991, 2007, 2012, 2014, 2018, 2020, 2021, 2022, 2023 in 2024), enkrat v Sarajevu (1975) in enkrat v Bad Gasteinu (1974). Le dvakrat v zgodovini tekmovanja prireditev ni bila izpeljana (1998 in 2011). Štirikrat je gostila tudi odpadle tekme iz tujine, ki pa seveda niso štele za Zlato lisico.
Leta 2011 je bila Zlata lisica odpovedana sredi VSL tekme (SL sploh ni bilo), zato ta vseeno šteje kot 47. v zgodovini tega tekmovanja.

## Rezultati

### Ženske
Zlata lisička postane tista, ki osvoji najboljši skupni čas obeh tekem. 4 nadomestne tekme iz drugih odpadlih prizorišč pa ne štejejo.
| Izdaja                                          | Leto | Datum       | Dis.                                                | Zmagovalka                                                                           | Druga                                                                                | Tretja                                                                               | Zlata lisička                                                                        |
| ----------------------------------------------- | ---- | ----------- | --------------------------------------------------- | ------------------------------------------------------------------------------------ | ------------------------------------------------------------------------------------ | ------------------------------------------------------------------------------------ | ------------------------------------------------------------------------------------ |
| ↓ FIS Svetovni pokal ↓                          |      |             |                                                     |                                                                                      |                                                                                      |                                                                                      |                                                                                      |
| ↓ Kranjska Gora ↓                               |      |             |                                                     |                                                                                      |                                                                                      |                                                                                      |                                                                                      |
| 60.                                             | 2024 | 7. januar   | SL                                                  | Petra Vlhova                                                                         | Lena Dürr                                                                            | A. J. Hurt                                                                           | Petra Vlhova                                                                         |
| 60.                                             | 2024 | 6. januar   | VSL                                                 | Valérie Grenier                                                                      | Lara Gut-Behrami                                                                     | Federica Brignone                                                                    | Petra Vlhova                                                                         |
| 59.                                             | 2023 | 8. januar   | VSL                                                 | Mikaela Shiffrin                                                                     | Federica Brignone                                                                    | Lara Gut-Behrami                                                                     | Federica Brignone                                                                    |
| 59.                                             | 2023 | 7. januar   | VSL                                                 | Valérie Grenier                                                                      | Marta Bassino                                                                        | Petra Vlhová                                                                         | Federica Brignone                                                                    |
| ↓ zaradi vremena prestavljeno v Kranjsko Goro ↓ |      |             |                                                     |                                                                                      |                                                                                      |                                                                                      |                                                                                      |
| 58.                                             | 2022 | 9. januar   | SL                                                  | Petra Vlhová                                                                         | Wendy Holdener                                                                       | Anna Swenn-Larsson                                                                   | Petra Vlhová                                                                         |
| 58.                                             | 2022 | 8. januar   | VSL                                                 | Sara Hector                                                                          | Tessa Worley                                                                         | Marta Bassino                                                                        | Petra Vlhová                                                                         |
| 57.                                             | 2021 | 17. januar  | VSL                                                 | Marta Bassino                                                                        | Michelle Gisin                                                                       | Meta Hrovat                                                                          | Marta Bassino                                                                        |
| 57.                                             | 2021 | 16. januar  | VSL                                                 | Marta Bassino                                                                        | Tessa Worley                                                                         | Michelle Gisin                                                                       | Marta Bassino                                                                        |
| 56.                                             | 2020 | 16. februar | SL                                                  | Petra Vlhová                                                                         | Wendy Holdener                                                                       | Katharina Truppe                                                                     | Petra Vlhová                                                                         |
| 56.                                             | 2020 | 15. februar | VSL                                                 | Alice Robinson                                                                       | Petra Vlhová                                                                         | Wendy Holdener Meta Hrovat                                                           | Petra Vlhová                                                                         |
| ↓ Maribor ↓                                     |      |             |                                                     |                                                                                      |                                                                                      |                                                                                      |                                                                                      |
| 55.                                             | 2019 | 2. februar  | SL                                                  | Mikaela Shiffrin                                                                     | Anna Swenn-Larsson                                                                   | Wendy Holdener                                                                       | Mikaela Shiffrin                                                                     |
| 55.                                             | 2019 | 1. februar  | VSL                                                 | Mikaela Shiffrin Petra Vlhová                                                        |                                                                                      | Ragnhild Mowinckel                                                                   | Mikaela Shiffrin                                                                     |
| ↓ zaradi vremena prestavljeno v Kranjsko Goro ↓ |      |             |                                                     |                                                                                      |                                                                                      |                                                                                      |                                                                                      |
| 54.                                             | 2018 | 7. januar   | SL                                                  | Mikaela Shiffrin                                                                     | Frida Hansdotter                                                                     | Wendy Holdener                                                                       | Mikaela Shiffrin                                                                     |
| 54.                                             | 2018 | 6. januar   | VSL                                                 | Mikaela Shiffrin                                                                     | Tessa Worley                                                                         | Sofia Goggia                                                                         | Mikaela Shiffrin                                                                     |
| ↓ Maribor ↓                                     |      |             |                                                     |                                                                                      |                                                                                      |                                                                                      |                                                                                      |
| 53.                                             | 2017 | 8. januar   | SL                                                  | Mikaela Shiffrin                                                                     | Wendy Holdener                                                                       | Frida Hansdotter                                                                     | Mikaela Shiffrin                                                                     |
| 53.                                             | 2017 | 7. januar   | VSL                                                 | Tessa Worley                                                                         | Sofia Goggia                                                                         | Lara Gut                                                                             | Mikaela Shiffrin                                                                     |
| 52.                                             | 2016 | 31. januar  | SL                                                  | slabi pogoji zaradi visokih temperatur; nadomeščeno 15. februarja v Crans-Montana    | slabi pogoji zaradi visokih temperatur; nadomeščeno 15. februarja v Crans-Montana    | slabi pogoji zaradi visokih temperatur; nadomeščeno 15. februarja v Crans-Montana    | slabi pogoji zaradi visokih temperatur; nadomeščeno 15. februarja v Crans-Montana    |
| 52.                                             | 2016 | 30. januar  | VSL                                                 | Viktoria Rebensburg                                                                  | Ana Drev                                                                             | Tina Weirather                                                                       | Viktoria Rebensburg                                                                  |
| 51.                                             | 2015 | 22. februar | SL                                                  | Mikaela Shiffrin                                                                     | Veronika Velez-Zuzulová                                                              | Šárka Strachová                                                                      | Mikaela Shiffrin                                                                     |
| 51.                                             | 2015 | 21. februar | VSL                                                 | Anna Fenninger                                                                       | Viktoria Rebensburg                                                                  | Tina Weirather                                                                       | Mikaela Shiffrin                                                                     |
| ↓ zaradi vremena prestavljeno v Kranjsko Goro ↓ |      |             |                                                     |                                                                                      |                                                                                      |                                                                                      |                                                                                      |
| 50.                                             | 2014 | 2. februar  | SL                                                  | Frida Hansdotter                                                                     | Marlies Schild                                                                       | Bernadette Schild                                                                    | Frida Hansdotter                                                                     |
| 50.                                             | 2014 | 1. februar  | VSL                                                 | močno sneženje in dež; prestavljeno 6. marca 2014 v Are                              | močno sneženje in dež; prestavljeno 6. marca 2014 v Are                              | močno sneženje in dež; prestavljeno 6. marca 2014 v Are                              | Frida Hansdotter                                                                     |
| ↓ Maribor ↓                                     |      |             |                                                     |                                                                                      |                                                                                      |                                                                                      |                                                                                      |
| 49.                                             | 2013 | 27. januar  | SL                                                  | Tina Maze                                                                            | Frida Hansdotter                                                                     | Kathrin Zettel                                                                       | Tina Maze                                                                            |
| 49.                                             | 2013 | 26. januar  | VSL                                                 | Lindsey Vonn                                                                         | Tina Maze                                                                            | Anna Fenninger                                                                       | Tina Maze                                                                            |
| ↓ zaradi vremena prestavljeno v Kranjsko Goro ↓ |      |             |                                                     |                                                                                      |                                                                                      |                                                                                      |                                                                                      |
| 48.                                             | 2012 | 22. januar  | SL                                                  | Michaela Kirchgasser                                                                 | Tanja Poutiainen                                                                     | Veronika Zuzulová                                                                    | Tanja Poutiainen                                                                     |
| 48.                                             | 2012 | 21. januar  | VSL                                                 | Tessa Worley                                                                         | Federica Brignone                                                                    | Viktoria Rebensburg                                                                  | Tanja Poutiainen                                                                     |
| ↓ Maribor ↓                                     |      |             |                                                     |                                                                                      |                                                                                      |                                                                                      |                                                                                      |
| 47.                                             | 2011 | 16. januar  | SL                                                  | odpovedano zaradi visokih temperatur                                                 | odpovedano zaradi visokih temperatur                                                 | odpovedano zaradi visokih temperatur                                                 | odpovedano zaradi visokih temperatur                                                 |
| 47.                                             | 2011 | 15. januar  | VSL                                                 | prekinjeno in odpovedano po 25 nastopih v 1. vožnji, zaradi visokih temperatur       | prekinjeno in odpovedano po 25 nastopih v 1. vožnji, zaradi visokih temperatur       | prekinjeno in odpovedano po 25 nastopih v 1. vožnji, zaradi visokih temperatur       | prekinjeno in odpovedano po 25 nastopih v 1. vožnji, zaradi visokih temperatur       |
| 46.                                             | 2010 | 17. januar  | SL                                                  | Kathrin Zettel                                                                       | Tina Maze                                                                            | Maria Riesch                                                                         | Kathrin Zettel                                                                       |
| 46.                                             | 2010 | 16. januar  | VSL                                                 | Kathrin Zettel                                                                       | Maria Riesch                                                                         | Anja Pärson                                                                          | Kathrin Zettel                                                                       |
| 45.                                             | 2009 | 11. januar  | SL                                                  | Maria Riesch                                                                         | Kathrin Zettel                                                                       | Tanja Poutiainen                                                                     | Maria Riesch                                                                         |
| 45.                                             | 2009 | 10. januar  | VSL                                                 | Tina Maze                                                                            | Denise Karbon                                                                        | Kathrin Hölzl                                                                        | Maria Riesch                                                                         |
| 44.                                             | 2008 | 13. januar  | SL                                                  | Nicole Hosp                                                                          | Veronika Zuzulová                                                                    | Marlies Schild                                                                       | Nicole Hosp                                                                          |
| 44.                                             | 2008 | 12. januar  | VSL                                                 | Elisabeth Görgl                                                                      | Manuela Mölgg                                                                        | Denise Karbon                                                                        | Nicole Hosp                                                                          |
| ↓ zaradi vremena prestavljeno v Kranjsko Goro ↓ |      |             |                                                     |                                                                                      |                                                                                      |                                                                                      |                                                                                      |
| 43.                                             | 2007 | 7. januar   | SL                                                  | Marlies Schild                                                                       | Šárka Záhrobská                                                                      | Veronika Zuzulová                                                                    | Šárka Záhrobská                                                                      |
| 43.                                             | 2007 | 6. januar   | VSL                                                 | Nicole Hosp                                                                          | Nicole Gius                                                                          | Tanja Poutiainen                                                                     | Šárka Záhrobská                                                                      |
| ↓ Maribor ↓                                     |      |             |                                                     |                                                                                      |                                                                                      |                                                                                      |                                                                                      |
| 42.                                             | 2006 | 8. januar   | SL                                                  | Marlies Schild                                                                       | Janica Kostelić                                                                      | Therese Borssén                                                                      | Marlies Schild                                                                       |
| 42.                                             | 2006 | 7. januar   | VSL                                                 | tik pred startom odpovedano zaradi vremena; prestavljeno 3. februarja v Ofterschwang | tik pred startom odpovedano zaradi vremena; prestavljeno 3. februarja v Ofterschwang | tik pred startom odpovedano zaradi vremena; prestavljeno 3. februarja v Ofterschwang | tik pred startom odpovedano zaradi vremena; prestavljeno 3. februarja v Ofterschwang |
| 41.                                             | 2005 | 23. januar  | SL                                                  | Anja Pärson                                                                          | Janica Kostelić                                                                      | Tanja Poutiainen                                                                     | Anja Pärson                                                                          |
| 41.                                             | 2005 | 22. januar  | VSL                                                 | Tina Maze                                                                            | Karen Putzer                                                                         | Martina Ertl                                                                         | Anja Pärson                                                                          |
| 40.                                             | 2004 | 25. januar  | SL                                                  | Anja Pärson                                                                          | Marlies Schild                                                                       | Nicole Hosp                                                                          | Anja Pärson                                                                          |
| 40.                                             | 2004 | 24. januar  | VSL                                                 | Anja Pärson                                                                          | Michaela Dorfmeister                                                                 | M. J. Rienda Contreras                                                               | Anja Pärson                                                                          |
| 39.                                             | 2003 | 26. januar  | SL                                                  | Anja Pärson                                                                          | Janica Kostelić                                                                      | Nicole Hosp                                                                          | Anja Pärson                                                                          |
| 39.                                             | 2003 | 25. januar  | VSL                                                 | Anja Pärson                                                                          | Nicole Hosp                                                                          | Martina Ertl                                                                         | Anja Pärson                                                                          |
| ↓ Nadomestna tekma za odpadli Megève ↓          |      |             |                                                     |                                                                                      |                                                                                      |                                                                                      |                                                                                      |
| NAD                                             | 2002 | 5. januar   | SL                                                  | Anja Pärson                                                                          | Kristina Koznick                                                                     | Laure Pequegnot                                                                      |                                                                                      |
| 38.                                             | 2002 | 6. januar   | SL                                                  | Anja Pärson                                                                          | Laure Pequegnot                                                                      | Sonja Nef                                                                            | Sonja Nef                                                                            |
| 38.                                             | 2002 | 4. januar   | VSL                                                 | Sonja Nef                                                                            | Tina Maze                                                                            | Stina Hofgård Nilsen                                                                 | Sonja Nef                                                                            |
| 37.                                             | 2001 | 7. januar   | SL                                                  | visoke temperature, močan veter in dež                                               | visoke temperature, močan veter in dež                                               | visoke temperature, močan veter in dež                                               | visoke temperature, močan veter in dež                                               |
| 37.                                             | 2001 | 6. januar   | VSL                                                 | Sonja Nef                                                                            | Karen Putzer                                                                         | Renate Götschl                                                                       | Sonja Nef                                                                            |
| 36.                                             | 2000 | 6. januar   | SL                                                  | Trine Bakke                                                                          | Špela Pretnar                                                                        | Sabine Egger                                                                         | Sonja Nef                                                                            |
| 36.                                             | 2000 | 5. januar   | VSL                                                 | Michaela Dorfmeister                                                                 | Sonja Nef                                                                            | Anita Wachter                                                                        | Sonja Nef                                                                            |
| 35.                                             | 1999 | 3. januar   | SL                                                  | Pernilla Wiberg                                                                      | Hilde Gerg                                                                           | Ylva Nowén                                                                           | Anita Wachter                                                                        |
| 35.                                             | 1999 | 2. januar   | VSL                                                 | Anita Wachter                                                                        | Sonja Nef                                                                            | Alexandra Meissnitzer                                                                | Anita Wachter                                                                        |
| 35.                                             | 1999 | 2. januar   | SG                                                  | Hilde Gerg                                                                           | Martina Ertl                                                                         | Michaela Dorfmeister                                                                 |                                                                                      |
| 35.                                             | 1999 | 1. januar   | SG                                                  | Super-G je bil zaradi slabega vremena prestavljen za 1 dan                           | Super-G je bil zaradi slabega vremena prestavljen za 1 dan                           | Super-G je bil zaradi slabega vremena prestavljen za 1 dan                           | Super-G je bil zaradi slabega vremena prestavljen za 1 dan                           |
|                                                 | 1998 | 6. januar   | VSL                                                 | pomanjkanje snega; nadomeščeno 6. januarja v Bormio                                  | pomanjkanje snega; nadomeščeno 6. januarja v Bormio                                  | pomanjkanje snega; nadomeščeno 6. januarja v Bormio                                  | pomanjkanje snega; nadomeščeno 6. januarja v Bormio                                  |
| 5. januar                                       | 1998 | SL          | pomanjkanje snega; nadomeščeno 5. januarja v Bormio | pomanjkanje snega; nadomeščeno 5. januarja v Bormio                                  | pomanjkanje snega; nadomeščeno 5. januarja v Bormio                                  | pomanjkanje snega; nadomeščeno 5. januarja v Bormio                                  |                                                                                      |
| 34.                                             | 1997 | 4. januar   | SL                                                  | Pernilla Wiberg                                                                      | Urška Hrovat                                                                         | Lara Magoni                                                                          | Urška Hrovat                                                                         |
| 34.                                             | 1997 | 3. januar   | VSL                                                 | Sabina Panzanini                                                                     | Deborah Compagnoni Anita Wachter                                                     |                                                                                      | Urška Hrovat                                                                         |
| 33.                                             | 1996 | 7. januar   | SL                                                  | Kristina Andersson                                                                   | Elfi Eder                                                                            | Claudia Riegler                                                                      | Martina Ertl                                                                         |
| 33.                                             | 1996 | 6. januar   | VSL                                                 | Katja Seizinger                                                                      | Sonja Nef                                                                            | Martina Ertl                                                                         | Martina Ertl                                                                         |
| ↓ Nadomestna tekma za odpadli Lake Louise ↓     |      |             |                                                     |                                                                                      |                                                                                      |                                                                                      |                                                                                      |
| NAD                                             | 1996 | 5. januar   | VSL                                                 | Martina Ertl                                                                         | Deborah Compagnoni                                                                   | Katja Seizinger                                                                      |                                                                                      |
| 32.                                             | 1995 | 27. februar | SL                                                  | Vreni Schneider                                                                      | Katja Koren                                                                          | Trude Gimle                                                                          | Vreni Schneider                                                                      |
| 32.                                             | 1995 | 26. februar | SL                                                  | zaradi dežja ta dan le prvi tek slaloma; drugi tek naslednji dan (27.2.)             | zaradi dežja ta dan le prvi tek slaloma; drugi tek naslednji dan (27.2.)             | zaradi dežja ta dan le prvi tek slaloma; drugi tek naslednji dan (27.2.)             | Vreni Schneider                                                                      |
| 32.                                             | 1995 | 25. februar | VSL                                                 | Martina Ertl                                                                         | Špela Pretnar                                                                        | Deborah Compagnoni                                                                   | Vreni Schneider                                                                      |
| ↓ Nadomestna tekma za odpadlo v Nemčiji ↓       |      |             |                                                     |                                                                                      |                                                                                      |                                                                                      |                                                                                      |
| NAD                                             | 1994 | 22. januar  | SL                                                  | Urška Hrovat                                                                         | Vreni Schneider                                                                      | Marianne Kjørstad                                                                    |                                                                                      |
| 31.                                             | 1994 | 23. januar  | SL                                                  | Vreni Schneider                                                                      | Pernilla Wiberg                                                                      | Urška Hrovat                                                                         | Vreni Schneider                                                                      |
| 31.                                             | 1994 | 21. januar  | VSL                                                 | Ulrike Maier                                                                         | Vreni Schneider                                                                      | Katja Seizinger                                                                      | Vreni Schneider                                                                      |
| 30.                                             | 1993 | 6. januar   | SL                                                  | Vreni Schneider                                                                      | Annelise Coberger                                                                    | Deborah Compagnoni                                                                   | Vreni Schneider                                                                      |
| 30.                                             | 1993 | 5. januar   | VSL                                                 | Carole Merle                                                                         | Anita Wachter                                                                        | Vreni Schneider                                                                      | Vreni Schneider                                                                      |
| 29.                                             | 1992 | 18. januar  | SL                                                  | Vreni Schneider                                                                      | Deborah Compagnoni                                                                   | Pernilla Wiberg                                                                      | Vreni Schneider                                                                      |
| ↓ zaradi vremena prestavljeno v Kranjsko Goro ↓ |      |             |                                                     |                                                                                      |                                                                                      |                                                                                      |                                                                                      |
| ↓ Nadomestna tekma za odpadli Bergen ↓          |      |             |                                                     |                                                                                      |                                                                                      |                                                                                      |                                                                                      |
| NAD                                             | 1991 | 13. januar  | SL                                                  | Petra Kronberger                                                                     | Ingrid Salvenmoser                                                                   | Veronika Šarec                                                                       |                                                                                      |
| 28.                                             | 1991 | 12. januar  | SL                                                  | Nataša Bokal                                                                         | Monika Maierhofer                                                                    | Veronika Šarec                                                                       | Vreni Schneider                                                                      |
| 28.                                             | 1991 | 11. januar  | VSL                                                 | Vreni Schneider                                                                      | Nataša Bokal                                                                         | Petra Kronberger                                                                     | Vreni Schneider                                                                      |
| ↓ Maribor ↓                                     |      |             |                                                     |                                                                                      |                                                                                      |                                                                                      |                                                                                      |
| 27.                                             | 1990 | 21. januar  | SL                                                  | Vreni Schneider                                                                      | Ida Ladstätter                                                                       | Patricia Chauvet                                                                     | Mateja Svet                                                                          |
| 27.                                             | 1990 | 20. januar  | VSL                                                 | Mateja Svet                                                                          | Anita Wachter                                                                        | Maria Walliser                                                                       | Mateja Svet                                                                          |
| 26.                                             | 1989 | 3. januar   | SL                                                  | Vreni Schneider                                                                      | Monika Maierhofer                                                                    | Tamara McKinney                                                                      | Vreni Schneider                                                                      |
| ↓ zaradi vremena prestavljeno v Kranjsko Goro ↓ |      |             |                                                     |                                                                                      |                                                                                      |                                                                                      |                                                                                      |
| 25.                                             | 1988 | 31. januar  | SL                                                  | Mateja Svet                                                                          | Vreni Schneider Roswitha Steiner                                                     |                                                                                      | Mateja Svet                                                                          |
| 25.                                             | 1988 | 30. januar  | VSL                                                 | Mateja Svet                                                                          | Vreni Schneider                                                                      | Blanca Fernández Ochoa Anita Wachter                                                 | Mateja Svet                                                                          |
| ↓ Maribor ↓                                     |      |             |                                                     |                                                                                      |                                                                                      |                                                                                      |                                                                                      |
| 24.                                             | 1987 | 4. januar   | SL                                                  | Camilla Nilsson                                                                      | Vreni Schneider                                                                      | Corinne Schmidhauser                                                                 | Camilla Nilsson                                                                      |
| 23.                                             | 1986 | 6. januar   | VSL                                                 | Vreni Schneider                                                                      | Michela Figini                                                                       | Marina Kiehl                                                                         | Vreni Schneider                                                                      |
| 23.                                             | 1986 | 5. januar   | SL                                                  | Roswitha Steiner                                                                     | Erika Hess                                                                           | Ida Ladstätter                                                                       | Vreni Schneider                                                                      |
| 22.                                             | 1985 | 5. januar   | SL                                                  | Tamara McKinney                                                                      | Olga Charvátová                                                                      | Brigitte Gadient                                                                     | Erika Hess                                                                           |
| 22.                                             | 1985 | 4. januar   | VSL                                                 | Michela Figini                                                                       | Vreni Schneider                                                                      | Blanca Fernández Ochoa                                                               | Erika Hess                                                                           |
| 21.                                             | 1984 | 15. januar  | SL                                                  | Erika Hess                                                                           | Tamara McKinney                                                                      | Christin Cooper                                                                      | Erika Hess                                                                           |
| 20.                                             | 1983 | 9. februar  | SL                                                  | Erika Hess                                                                           | Hanni Wenzel                                                                         | Anni Kronbichler                                                                     | Erika Hess                                                                           |
| 19.                                             | 1982 | 3. januar   | SL                                                  | Erika Hess                                                                           | Maria Rosa Quario                                                                    | Olga Charvátová                                                                      | Erika Hess                                                                           |
| 18.                                             | 1981 | 10. februar | VSL                                                 | Marie-Theres Nadig                                                                   | Maria Epple                                                                          | Irene Epple                                                                          | Marie-Theres Nadig                                                                   |
| 17.                                             | 1980 | 23. januar  | SL                                                  | Hanni Wenzel                                                                         | Perrine Pelen                                                                        | Annemarie Moser-Pröll                                                                | Hanni Wenzel                                                                         |
| 16.                                             | 1979 | 7. februar  | SL                                                  | Hanni Wenzel                                                                         | Christa Kinshofer                                                                    | Maria Rosa Quario                                                                    | Hanni Wenzel                                                                         |
| 15.                                             | 1978 | 25. januar  | SL                                                  | Hanni Wenzel                                                                         | Maria Epple                                                                          | Lea Sölkner                                                                          | Hanni Wenzel                                                                         |
| 14.                                             | 1977 | 2. februar  | VSL                                                 | Lise-Marie Morerod                                                                   | Monika Kaserer                                                                       | Fabienne Serrat                                                                      | Monika Kaserer                                                                       |
| 14.                                             | 1977 | 1. februar  | SL                                                  | Claudia Giordani                                                                     | Monika Kaserer                                                                       | Perrine Pelen                                                                        | Monika Kaserer                                                                       |
| ↓ zaradi vremena prestavljeno v Kranjsko Goro ↓ |      |             |                                                     |                                                                                      |                                                                                      |                                                                                      |                                                                                      |
| 13.                                             | 1976 | 26. januar  | SL                                                  | Lise-Marie Morerod                                                                   | Rosi Mittermaier                                                                     | Regina Sackl                                                                         | Lise-Marie Morerod                                                                   |
| 13.                                             | 1976 | 25. januar  | VSL                                                 | Lise-Marie Morerod                                                                   | Rosi Mittermaier                                                                     | Bernadette Zurbriggen                                                                | Lise-Marie Morerod                                                                   |
| ↓ zaradi vremena prestavljeno v Sarajevo ↓      |      |             |                                                     |                                                                                      |                                                                                      |                                                                                      |                                                                                      |
| 12.                                             | 1975 | 19. januar  | VSL                                                 | Annemarie Moser-Pröll                                                                | Lise-Marie Morerod                                                                   | Rosi Mittermaier                                                                     | Annemarie Moser-Pröll                                                                |
| ↓ zaradi vremena prestavljeno v Bad Gastein ↓   |      |             |                                                     |                                                                                      |                                                                                      |                                                                                      |                                                                                      |
| 11.                                             | 1974 | 25. januar  | VSL                                                 | Fabienne Serrat                                                                      | Lise-Marie Morerod                                                                   | Rosi Mittermaier                                                                     | Fabienne Serrat                                                                      |
| ↓ Maribor ↓                                     |      |             |                                                     |                                                                                      |                                                                                      |                                                                                      |                                                                                      |
| 10.                                             | 1973 | 3. januar   | VSL                                                 | odpovedano zaradi pomanjkanja snega in varnostnih razlogov                           | odpovedano zaradi pomanjkanja snega in varnostnih razlogov                           | odpovedano zaradi pomanjkanja snega in varnostnih razlogov                           | odpovedano zaradi pomanjkanja snega in varnostnih razlogov                           |
| 10.                                             | 1973 | 2. januar   | SL                                                  | Patricia Emonet                                                                      | Pamela Behr                                                                          | Rosi Mittermaier                                                                     | Patricia Emonet                                                                      |
| 9.                                              | 1972 | 7. januar   | VSL                                                 | Françoise Macchi                                                                     | Michèle Jacot                                                                        | Annemarie Pröll                                                                      | Françoise Macchi                                                                     |
| 8.                                              | 1971 | 5. januar   | VSL                                                 | Françoise Macchi                                                                     | Gertrude Gabl                                                                        | Annemarie Pröll                                                                      | Annemarie Pröll                                                                      |
| 8.                                              | 1971 | 4. januar   | SL                                                  | Annemarie Pröll                                                                      | Bernadette Rauter                                                                    | Barbara Ann Cochran                                                                  | Annemarie Pröll                                                                      |
| 7.                                              | 1970 | 18. januar  | SL                                                  | Barbara Ann Cochran                                                                  | Britt Lafforgue                                                                      | Bernadette Rauter                                                                    | Barbara Ann Cochran                                                                  |
| 7.                                              | 1970 | 17. januar  | VSL                                                 | Annemarie Pröll                                                                      | Florence Steurer                                                                     | Barbara Ann Cochran                                                                  | Barbara Ann Cochran                                                                  |
| ↓ FIS 1A ↓                                      |      |             |                                                     |                                                                                      |                                                                                      |                                                                                      |                                                                                      |
| 6.                                              | 1969 | 19. januar  | SL                                                  | Rossi Fortna                                                                         | Michelle Jacot                                                                       | Britt Lafforgue                                                                      | Michelle Jacot                                                                       |
| 6.                                              | 1969 | 18. januar  | VSL                                                 | Michelle Jacot                                                                       | Francoise Macchi                                                                     | Heidi Zimmermann                                                                     | Michelle Jacot                                                                       |
| 5.                                              | 1968 | 21. januar  | SL                                                  | Gertrud Gabl                                                                         | Kikki Cutter                                                                         | Rossi Fortna                                                                         | Gertrud Gabl                                                                         |
| 5.                                              | 1968 | 20. januar  | VSL                                                 | Olga Pall                                                                            | Gertrud Gabl                                                                         | Isabelle Mir                                                                         | Gertrud Gabl                                                                         |
| 4.                                              | 1967 | 23. januar  | SL                                                  | Hiltrud Rohrrabch                                                                    | Gina Hathorn                                                                         | M. F. Jeangeorges                                                                    | M. F. Jeangeorges                                                                    |
| 4.                                              | 1967 | 22. januar  | VSL                                                 | M. F. Jeangeorges                                                                    | Hiltrud Rohrrabch                                                                    | Gina Hathorn                                                                         | M. F. Jeangeorges                                                                    |
| 3.                                              | 1966 | 23. januar  | SL                                                  | Traudl Hecher                                                                        | Nancy Greene                                                                         | Christine Goitschel                                                                  | Grete DiGruber                                                                       |
| 3.                                              | 1966 | 22. januar  | SL                                                  | Fernande Bochatay                                                                    | Traudl Hecher                                                                        | Grete DiGruber                                                                       | Grete DiGruber                                                                       |
| 2.                                              | 1965 | 14. februar | SL                                                  | Florence Steurer                                                                     | Sieglinde Brauer                                                                     | Edda Kainz                                                                           | Florence Steurer                                                                     |
| 2.                                              | 1965 | 13. februar | VSL                                                 | Florence Steurer                                                                     | Edda Kainz                                                                           | Sieglinde Brauer                                                                     | Florence Steurer                                                                     |
| 1.                                              | 1964 | 1. marec    | SL                                                  | Marielle Goitschel                                                                   | Christine Goitschel                                                                  | Barbara Henneberger                                                                  | Marielle Goitschel                                                                   |
| 1.                                              | 1964 | 29. februar | SL                                                  | Marielle Goitschel                                                                   | P. du Roy de Blicguy                                                                 | Barbara Henneberger                                                                  | Marielle Goitschel                                                                   |
| 1.                                              | 1964 | 29. februar | VSL                                                 | veleslalom odpovedan zaradi pomanjkanja snega; isti dan so ga nadomestili z slalomom | veleslalom odpovedan zaradi pomanjkanja snega; isti dan so ga nadomestili z slalomom | veleslalom odpovedan zaradi pomanjkanja snega; isti dan so ga nadomestili z slalomom | veleslalom odpovedan zaradi pomanjkanja snega; isti dan so ga nadomestili z slalomom |

## Statistika
Vštete so samo tekme, ki so štele za Zlato lisico. Tri nadomestne tekme v SL (1991, 1994, 2002) in ena nadomestna v VSL (1996), pa ne. 
| Skupaj | Tekmovalka            |
| ------ | --------------------- |
| 7      | Vreni Schneider       |
| 4      | Erika Hess            |
| 4      | Mikaela Shiffrin      |
| 3      | Hanni Wenzel          |
| 3      | Sonja Nef             |
| 3      | Anja Pärson           |
| 3      | Petra Vlhova          |
| 2      | Annemarie Moser-Pröll |
| 2      | Mateja Svet           |

| Skupaj | Tekmovalka         |
| ------ | ------------------ |
| 8      | Vreni Schneider    |
| 7      | Mikaela Shiffrin   |
| 6      | Anja Pärson        |
| 4      | Erika Hess         |
| 4      | Petra Vlhova       |
| 3      | Tina Maze          |
| 3      | Hanni Wenzel       |
| 3      | Lise-Marie Morerod |
| 3      | Mateja Svet        |

| Skupaj | Tekmovalka            |
| ------ | --------------------- |
| 3      | Mikaela Shiffrin      |
| 2      | Annemarie Moser-Pröll |
| 2      | Françoise Macchi      |
| 2      | Lise-Marie Morerod    |
| 2      | Vreni Schneider       |
| 2      | Mateja Svet           |
| 2      | Sonja Nef             |
| 2      | Anja Pärson           |
| 2      | Tina Maze             |
| 2      | Marta Bassino         |
| 2      | Valérie Grenier       |

| Skupaj | Tekmovalka         |
| ------ | ------------------ |
| 6      | Vreni Schneider    |
| 4      | Anja Pärson        |
| 4      | Mikaela Shiffrin   |
| 3      | Hanni Wenzel       |
| 3      | Erika Hess         |
| 3      | Petra Vlhova       |
| 2      | Marielle Goitschel |
| 2      | Pernilla Wiberg    |
| 2      | Marlies Schild     |

#### Gostitelji Zlate lisice
| Skupaj | Tekmovalka    |
| ------ | ------------- |
| 46     | Maribor       |
| 12     | Kranjska Gora |
| 1      | Bad Gastein   |
| 1      | Sarajevo      |

## Galerija slik
| Janica Kostelić (2001) | Tina Maze (2011) |
| ---------------------- | ---------------- |
| 160x                   | 160x             |

| Žrebanje najboljših 7 (2011)          | Pogled na progo (2011) | Navijači ob nastopu Mazejeve (2015) |
| ------------------------------------- | ---------------------- | ----------------------------------- |
| Tekmovalke na žrebu številk leta 2011 | 200x                   |                                     |